# Plumularia reversa
Plumularia reversa är en nässeldjursart som beskrevs av John Fraser 1948. Plumularia reversa ingår i släktet Plumularia och familjen Plumulariidae. Inga underarter finns listade i Catalogue of Life.